# アルベルト・ペレア
アルベルト・アルバロ・ペレア・コレオソ（Alberto Álvaro Perea Correoso、1990年12月19日 - ）は、スペイン・カスティーリャ・ラ・マンチャ州アルバセテ出身のサッカー選手。アノルトシス・ファマグスタ所属。ポジションはフォワード。

## 略歴
地元アルバセテに本拠地を置くアルバセテ・バロンピエのカンテラで育成され、2008-09シーズンにセグンダ・ディビシオンでプロデビューを果たした。同シーズン終了後の2009年5月にアトレティコ・マドリードのBチームへ移籍し、2010年10月27日には、コパ・デル・レイのベスト32UDラス・パルマス戦でトップチームデビューも経験している。
2011年7月12日、3年契約でラージョ・バジェカーノへ移籍した。加入当初はBチームに登録されたが、2012年1月23日、トップチームの選手としてRCDマジョルカ戦に出場したことでプリメーラ・ディビシオンでのデビューを飾った。
その後はセグンダやセグンダBのクラブを転々とし、2020-21シーズンには6シーズンぶりにカディスCFで1部の舞台を戦った。